# Roberts Krūzbergs
Roberts Krūzbergs (* 18. April 2001 in Ventspils) ist ein lettischer Shorttracker.

## Werdegang
Krūzbergs trat international erstmals bei den Juniorenweltmeisterschaften 2016 in Sofia in Erscheinung. Dort errang er den 12. Platz mit der Staffel und den 87. Platz im Mehrkampf. Sein Debüt im Weltcup hatte er im Februar 2017 in Dresden, wo er die Plätze 32 und 28 über 1500 m belegte. Bei den Juniorenweltmeisterschaften 2017 in Innsbruck errang er den 42. Platz im Mehrkampf und bei den Juniorenweltmeisterschaften 2018 in Tomaszów Mazowiecki den 19. Platz im Mehrkampf. In der Saison 2018/19 lief er bei den Europameisterschaften 2019 in Dordrecht auf den 30. Platz im Mehrkampf sowie auf den siebten Rang mit der Staffel und bei den Weltmeisterschaften 2019 in Sofia auf den 27. Platz im Mehrkampf. Im folgenden Jahr kam er bei den Europameisterschaften in Debrecen auf den 12. Platz im Mehrkampf. In der Saison 2020/21 belegte er bei den Europameisterschaften 2021 in Danzig den 24. Platz im Mehrkampf sowie den siebten Rang mit der Staffel und bei den Weltmeisterschaften 2021 in Rotterdam den 34. Platz im Mehrkampf. Nachdem er zu Beginn der Saison 2021/22 in Peking mit Platz zehn über 1000 m seine erste Top-Zehn-Platzierung im Weltcup errang, kam er bei den Olympischen Winterspielen 2022 in Peking auf den 26. Platz über 1500 m, auf den 20. Rang über 1000 m und auf den neunten Platz über 500 m. Bei den nachfolgenden Weltmeisterschaften in Montreal wurde er mit zwei Top-Zehn Ergebnissen Siebter im Mehrkampf. Zu Beginn der Saison 2022/23 holte er in Montreal über 1000 m seinen ersten Weltcupsieg. Es folgten weitere Top-Zehn Resultate, darunter Platz drei über 1000 m in Almaty. Sein Bruder Kārlis Krūzbergs ist ebenfalls als Shorttracker aktiv.

## Persönliche Bestleistungen
| Disziplin | Zeit         | Datum            | Ort      |
| --------- | ------------ | ---------------- | -------- |
| 500 m     | 40,391 s     | 28. Oktober 2023 | Montreal |
| 1000 m    | 1:23,060 min | 4. Februar 2023  | Dresden  |
| 1500 m    | 2:10,999 min | 9. Februar 2022  | Peking   |
| 3000 m    | 5:11,007 min | 10. April 2022   | Montreal |

## Teilnahmen an Weltmeisterschaften und Olympischen Winterspielen

### Olympische Winterspiele
- 2022 Peking: 9. Platz 500 m, 20. Platz 1000 m, 26. Platz 1500 m

### Shorttrack-Weltmeisterschaften
- 2019 Sofia: 13. Platz 1000 m, 27. Platz Mehrkampf, 36. Platz 1500 m, 37. Platz 500 m
- 2021 Rotterdam: 15. Platz 1000 m, 34. Platz Mehrkampf, 35. Platz 500 m
- 2022 Montreal: 5. Platz 1000 m, 6. Platz 3000 m, 7. Platz Mehrkampf, 20. Platz 1500 m, 44. Platz 500 m
- 2023 Seoul: 10. Platz 1000 m, 14. Platz 500 m, 22. Platz 1500 m
- 2024 Rotterdam: 20. Platz 500 m, 25. Platz 1500 m

## Platzierungen im Weltcup

### Weltcupsiege im Einzel
| Nr. | Datum            | Ort      | Disziplin |
| --- | ---------------- | -------- | --------- |
| 1.  | 29. Oktober 2022 | Montreal | 1000 m    |

### Weltcup-Gesamtplatzierungen
| Saison  | Gesamt | Gesamt | 500 m  | 500 m | 1000 m | 1000 m | 1500 m | 1500 m |
| Saison  | Punkte | Platz  | Punkte | Platz | Punkte | Platz  | Punkte | Platz  |
| ------- | ------ | ------ | ------ | ----- | ------ | ------ | ------ | ------ |
| 2016/17 | –      | –      | -      | -     | -      | -      | 37     | 87.    |
| 2017/18 | –      | –      | -      | -     | -      | -      | 1127   | 24.    |
| 2018/19 | –      | –      | 3      | 118.  | 13     | 109.   | 13     | 87.    |
| 2019/20 | –      | –      | 22     | 84.   | 2.097  | 35.    | 955    | 43.    |
| 2021/22 | –      | –      | 491    | 29.   | 1.552  | 26.    | 154    | 40.    |
| 2022/23 | 472    | 8.     | 72     | 24.   | 402    | 3.     | 6      | 60.    |
| 2023/24 | 326    | 19.    | 84     | 22.   | 242    | 7.     | –      | –      |
| 2024/25 | 595    | 7.     | 120    | 14.   | 294    | 3.     | 145    | 9.     |